# Verdienter Lehrer des Volkes

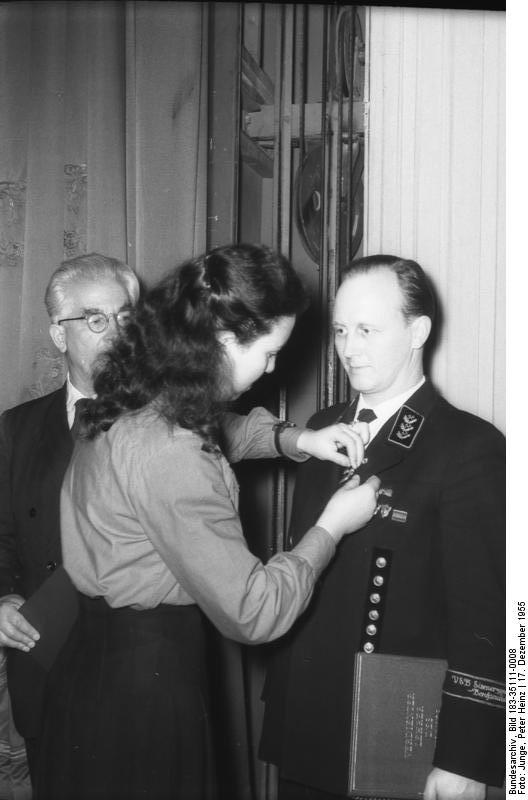
Verleihung des Ehrentitels am 17. Dezember 1955 an Hans-Heinz Paetzold

Verdienter Lehrer des Volkes war eine staatliche Auszeichnung  der Deutschen Demokratischen Republik (DDR), welche in Form eines Ehrentitels mit Urkunde und einer tragbaren Medaille verliehen wurde. 

## Beschreibung
Gestiftet am 31. Januar 1949, konnte dieser Titel samt einer Prämie jährlich 40-mal an Lehrer, Lehrmeister, Erzieher sowie pädagogische Wissenschaftler in staatlichen Organen oder Parteien verliehen werden. Verleihungsvoraussetzung war, dass der Beliehene sich für besondere Erfolge bei seiner Arbeit im Sinne der sozialistischen Erziehung und Ausbildung der Jugend in Verbindung mit beispielhaftem Engagement in politischer wie gesellschaftlicher Tätigkeit ausgezeichnet hatte.
Der Ehrentitel wurde gemäß der Veröffentlichungen im Neuen Deutschland an 1531 Personen verliehen. Die Auszeichnung erfolgte (bis auf Ausnahmen) seit dessen Schaffung 1951 am 12. Juni, dem Tag des Lehrers.

## Medaille zum Ehrentitel
Die hochovale vergoldete Medaille zeigt auf ihrem Avers das erhaben geprägte Reliefbild von Adolph Diesterweg umgeben von einem Lorbeerkranz, der sich an die äußeren Ränder der Medaille schmiegt. Das Revers der Medaille zeigt gleichen Lorbeerrand sowie die vertieft dargestellten Umrisse von zwei Lorbeerzweigen sowie die Inschrift: VERDIENTER / LEHRER / DES / VOLKES. Darunter war bis 1958 das entsprechende Verleihungsjahr zu finden, welches jedoch ab 1978 durch das Staatswappen der DDR ersetzt wurde. Getragen wurde die Medaille an der linken oberen Brustseite an einer 20 mm breiten Schleife in den deutschen Farben: Schwarz-Rot-Gold.